# Mistrzostwa Polski w Podnoszeniu Ciężarów Mężczyzn 1994
Mistrzostwa Polski w Podnoszeniu Ciężarów Mężczyzn 1994 – 64. edycja mistrzostw, która odbyła się w Tarnowskich Górach w dniach 13–15 maja 1994 roku.

## Wyniki
| Konkurencja: | Złoto:                              | Wynik             | Srebro:                                | Wynik             | Brąz:                                    | Wynik             |
| 54 kg        | Sławomir Ruszczyk Okęcie Warszawa   | 235 (102,5+132,5) | Tomasz Wałęsa Śląsk Wrocław            | 215 (92,5+122,5)  | Krzysztof Miśkiewicz Nadwiślanin Kwidzyn | 212,5 (95+117,5)  |
| 59 kg        | Marek Gorzelniak Śląsk Wrocław      | 257,5 (112,5+145) | Stanisław Szarek WLKS Siedlce          | 247,5 (107,5+140) | Wojciech Natusiewicz Budowlani Koszalin  | 245 (107,5+137,5) |
| 64 kg        | Bogdan Rutkowski Flota Gdynia       | 265 (120+145)     | Zbigniew Łukasiewicz Orzeł Łódź        | 262,5 (117,5+145) | Sławomir Wieczorek Mazovia Ciechanów     | 257,5 (117,5+140) |
| 70 kg        | Waldemar Kosiński Światowit Myszków | 335 (155+180)     | Ryszard Ciupa WLKS Siedlce             | 295 (160+295)     | Dariusz Zawadzki Zawisza Bydgoszcz       | 292,5 (130+162,5) |
| 76 kg        | Andrzej Kozłowski Budowlani Opole   | 345 (155+190)     | Włodzimierz Chlebosz Śląsk Wrocław     | 315 (145+170)     | Ryszard Życzkowski Śląsk Wrocław         | 297,5 (127,5+170) |
| 83 kg        | Krzysztof Siemion Budowlani Opole   | 365 (162,5+202,5) | Andrzej Cofalik Śląsk Tarnowskie Góry  | 340 (155+185)     | Jan Ziółkowski WLKS Siedlce              | 317,5 (145+172,5) |
| 91 kg        | Piotr Paliński Mazovia Ciechanów    | 350 (155+195)     | Sławomir Bugała AZS-AWF Biała Podlaska | 350 (160+190)     | Marek Maślany Śląsk Tarnowskie Góry      | 347,5 (155+192,5) |
| 99 kg        | Krzysztof Zawadzki Legia Warszawa   | 360 (160+200)     | Mariusz Jędra Śląsk Wrocław            | 347,5 (152,5+195) | Artur Kołodziej Zagłębie Wałbrzych       | 345 (160+185)     |
| 108 kg       | Piotr Banaszak Zawisza Bydgoszcz    | 365 (170+195)     | Dariusz Osuch Światowit Myszków        | 352,5 (157,5+195) | Dariusz Śliwa Śląsk Tarnowskie Gróry     | 337,5 (147,5+190) |
| +108 kg      | Stanisław Małysa Legia Warszawa     | 380 (172,5+207,5) | Krzysztof Głąb AZS-AWF Biała Podlaska  | 340 (152,5+187,5) | Mariusz Wolski Start Grudziądz           | 335 (150+185)     |